# Heimbrella rotundigaster
Heimbrella rotundigaster är en stekelart som beskrevs av Subba Rao 1978. Heimbrella rotundigaster ingår i släktet Heimbrella och familjen kragglanssteklar. Inga underarter finns listade i Catalogue of Life.